# Petőháza vasútállomás
Petőháza vasútállomás egy Győr-Moson-Sopron vármegyei vasútállomás, Petőháza településen, a GYSEV üzemeltetésében. A község délnyugati részén helyezkedik el, a 8519-es út vasúti keresztezésénél. Közvetlenül az állomás mellett, attól északra működött 2007-es leállításáig a petőházi cukorgyár.

## Vasútvonalak
Az állomást az alábbi vasútvonalak érintik:
- Győr–Sopron-vasútvonal

## Kapcsolódó állomások
A vasútállomáshoz az alábbi állomások vannak a legközelebb:
- Vitnyéd-Csermajor megállóhely (Győr vasútállomás, Győr–Sopron-vasútvonal)
- Fertőszentmiklós vasútállomás (Sopron vasútállomás, Győr–Sopron-vasútvonal)

## Forgalom
| Járat        | Útvonal | Gyakoriság   |
| ------------ | --- | ------------ |
| személyvonat | Győr – Ikrény – Rábapatona – Enese – Kóny – Csorna – Farád – Rábatamási – Szárföld – Veszkény – Kapuvár – Vitnyéd-Csermajor – Petőháza – Fertőszentmiklós (– Pinnye – Fertőboz) – Sopron | 1-2 óránként |